# Olvadáspont

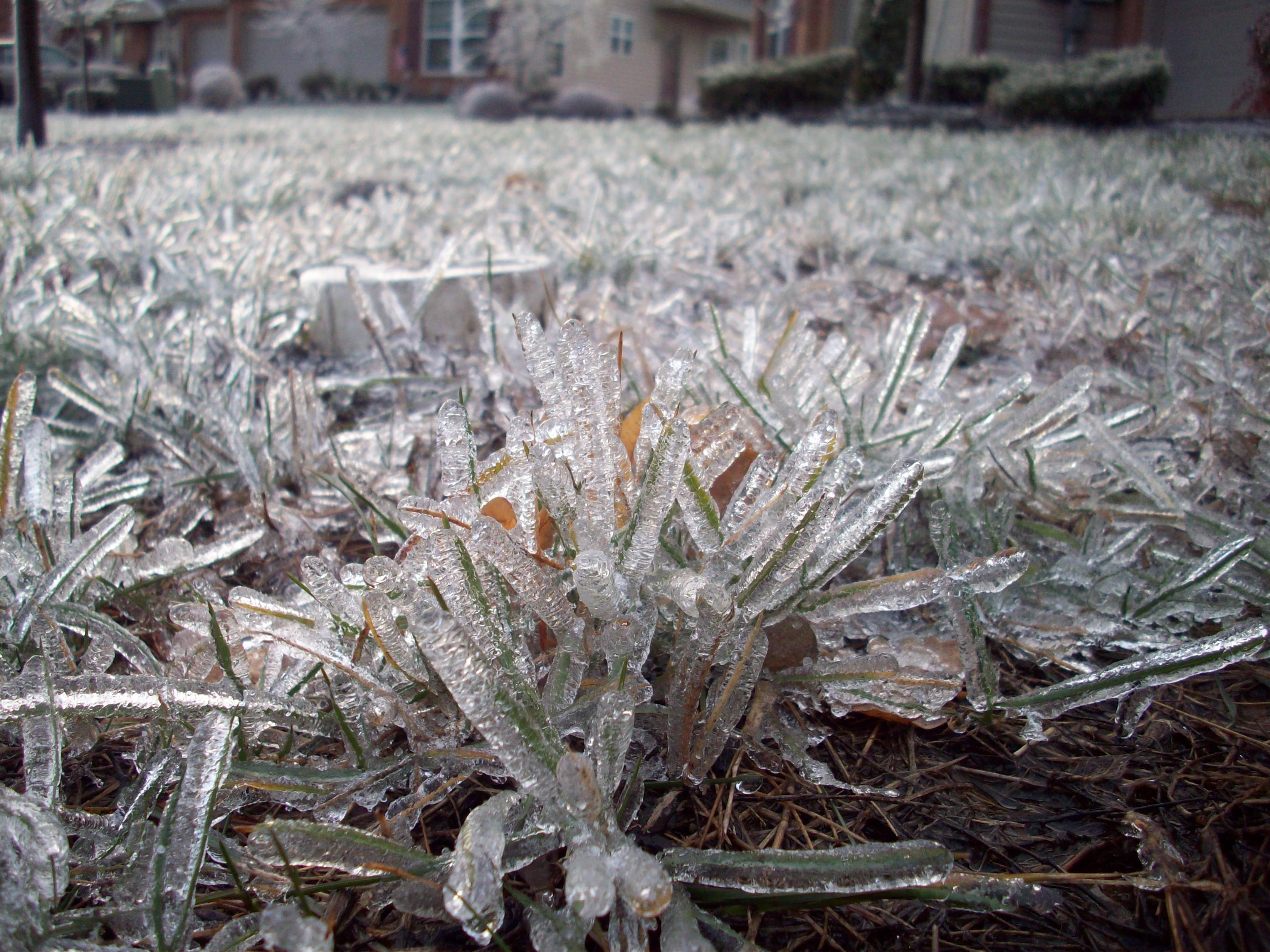
Fűszálak fagyáspont és olvadáspont határán

Az olvadáspont valamely anyag szilárd halmazállapotból folyadék halmazállapotba történő átmenetének egyensúlyi hőmérséklete. Jele: Tm
A fagyáspont és szinonimája, az általánosabban használt dermedéspont számszerűen ugyanaz a hőmérsékleti érték, csak másik irányból közelítjük meg a jelenséget, vagyis a folyadék halmazállapotból történő megszilárdulás hőmérséklete.
A tiszta anyagok fagyáspontja egy konkrét hőmérsékleti érték, anyagi állandó. Amikor a folyadék hőmérséklete eléri ezt az értéket, és további hőt vonunk el, akkor a hőmérséklete nem csökken addig, míg az egész meg nem fagy. Hasonló módon játszódik le a folyamat olvadáskor is. Az olvadás és a dermedés tiszta anyagok esetén izoterm folyamat. Vannak anyagok, amelyeknek kísérleti úton nem mérhető meg az olvadáspontjuk, mert már kisebb hőmérsékleten elbomlanak (termikus bomlás), vagy – a többkomponensű rendszerekben – különböző fázisreakciók miatt inkongruens olvadásponttal rendelkeznek.

## Többkomponensű rendszerek

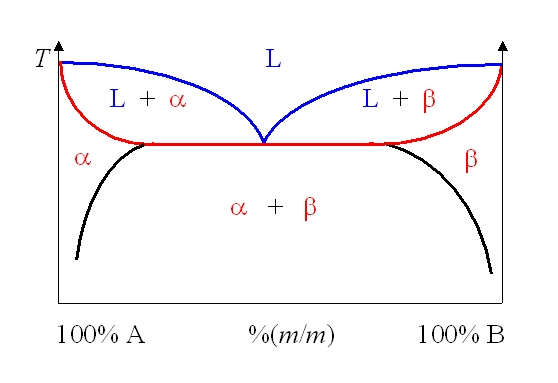
Biner, eutektikus, folyadék-szilárd egyensúlyi fázisdiagram. Kék: likvidusz görbe, piros: szolidusz görbe.
A likvidusz görbe a folyadékfázis összetételének, míg a szolidusz görbe a szilárd fázis összetételének függvényében adja meg az egyensúlyi biner elegy hőmérsékletét.

A folyékony és a szilárd halmazállapotú elegyek általában egy kezdeti és egy végső hőmérséklettel jellemezhető tartományban alakulnak át egyik halmazállapotból a másikba. A többkomponensű rendszerek esetében azokat a hőmérsékleti értékeket összekötő görbét (vagy felületet), amelynél nagyobb hőmérsékleten a rendszer már csak folyadék állapotban létezhet, likvidusznak nevezzük. Azokat pedig, amelyeknél kisebb hőmérsékleten a rendszer már csak szilárd halmazállapotban lehet stabilisan jelen, szolidusznak nevezzük.
A kezdeti és a végső hőmérséklet között pedig köztes állapot jellemző. Ez azt jelenti, hogy ebben a hőmérséklet-tartományban stabilisan együtt van az anyag szilárd és cseppfolyós halmazállapota. A szilárd és cseppfolyós részek aránya pedig folyamatosan változik a dermedés vagy az olvadás során a kezdeti és a végső hőmérséklet között, a pillanatnyi hőmérséklet szerint. A fázisok mennyiségi viszonyait az ún. mérlegszabály szerint lehet kiszámítani.

## Az olvadáspont nyomásfüggése
A tiszta szilárd anyagok olvadáspontja függ a nyomástól. Általánosságban igaz, hogy a nyomás növekedésével az olvadáspont is növekszik. Csak néhány kivétel van e szabály alól, mint például a jég és a bizmut, amelynél a nyomásnövekedés olvadáspont-csökkenést idéz elő.
Az olvadásponton a folyadék és a szilárd anyag között dinamikus egyensúly alakul ki, amire az jellemző, hogy időegység alatt az egyik fázisból a másik fázisba ugyanannyi részecske megy át, mint ellenkező irányba, vagyis a szilárd fázisból – az olvadás során – ugyanannyi részecske jut a folyadék fázisba, mint amennyi a folyadék fázisból – a kristályosodás során – a szilárd fázisba. Más kifejezéssel azt mondjuk, hogy a kristályosodás sebessége megegyezik az olvadás sebességével.
Ha megváltozik a nyomás, akkor a már kialakult egyensúlyi állapot eltolódik a Le Chatelier-elvnek (a legkisebb kényszer elvnek) megfelelően abba az irányba, amely irányban a nagyobb stabilitású fázis mennyisége nő. Általános esetben ez a szilárd fázis képződésének az iránya. 
Termodinamikailag a Gibbs-energia (szabadentalpia) segítségével tudjuk az olvadáspont hőmérsékletfüggését leírni.
A folyadék fázis Gibbs-energiája a hőmérséklettel és a nyomással az alábbi összefüggés szerint változik:
{\displaystyle \mathrm {d} G_{\mathrm {l} }=V_{\mathrm {l} }\mathrm {d} p-S_{\mathrm {l} }\mathrm {d} T\ ,}
a szilárd fázisé pedig:
{\displaystyle \mathrm {d} G_{\mathrm {s} }=V_{\mathrm {s} }\mathrm {d} p-S_{\mathrm {s} }\mathrm {d} T\ .}
A kifejezésekben:
dGl a folyadék Gibbs-energia-változása, J/mol
Vl a folyadék moláris térfogata, m³/mol
Sl a folyadék moláris entrópiája, J/mol·K
dGs a szilárd Gibbs-energia-változása, J/mol
Vs a szilárd moláris térfogata, m³/mol
Ss a szilárd moláris entrópiája, J/mol·K

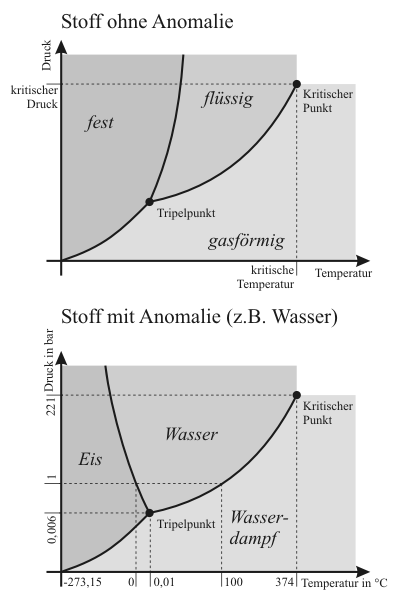
Az olvadási görbe általános esetben pozitív iránytangensű

Egyensúly esetén – amikor mindkét halmazállapotú anyag stabilisan együtt jelen van – a két fázis Gibbs-energia-változása egyenlő egymással:
{\displaystyle V_{\mathrm {s} }\mathrm {d} p-S_{\mathrm {s} }\mathrm {d} T=V_{\mathrm {l} }\mathrm {d} p-S_{\mathrm {l} }\mathrm {d} T\ ,}
illetve rendezés után az olvadáspont nyomás szerinti megváltozása:
{\displaystyle {\frac {\mathrm {d} T}{\mathrm {d} p}}={\frac {V_{\mathrm {l} }-V_{\mathrm {s} }}{S_{\mathrm {l} }-S_{\mathrm {s} }}}={\frac {\Delta _{\mathrm {m} }V}{\Delta _{\mathrm {m} }S}}\ ,}
ahol
ΔmS   1 mol szilárd anyag olvadását kísérő entrópiaváltozás, J/mol·K
ΔmV   1 mol szilárd nyag olvadását kísérő térfogatváltozás, m³/mol
Izoterm folyamat esetén (a :Tm az egyensúlyi olvadásponton) a moláris entrópiaváltozás:
{\displaystyle \Delta _{\mathrm {m} }S={\frac {\Delta _{\mathrm {m} }H}{T_{\mathrm {m} }}}\ ,}
amelyben ΔmH a moláris olvadási entalpia, J/mol.
Rendezve az egyenletet az olvadáspont nyomásfüggésére a:
{\displaystyle {\frac {\mathrm {d} T_{\mathrm {m} }}{\mathrm {d} p}}={\frac {T_{\mathrm {m} }\Delta _{\mathrm {m} }V}{\Delta _{\mathrm {m} }H}}}
kifejezés adódik.
Az anyag olvadáspontja attól függően változik a nyomással, hogy az egyenlet bal oldala – a differenciálhányados értéke – kisebb vagy nagyobb mint 0.
Az egyenlet bal oldala akkor pozitív, ha ΔmV > 0, mivel Tm és ΔmH mindig > 0, vagyis az olvadáspont és az olvadási entalpia mindig pozitív előjelű.
A ΔmV > 0 azt jelenti, hogy az olvadást kísérő térfogatváltozás pozitív, vagyis miközben az anyag megolvad, folyékonnyá válik, a térfogata is megnő. Ez az általános eset, mert az anyagok többsége térfogat-növekedés közben olvad meg. 

### A víz tulajdonságai
A víz ebből a szempontból a ritka kivételek közé tartozik, mert a jég olvadása során a belőle keletkező víz kisebb térfogatú lesz. Ezért a jég olvadáspontja csökken a nyomás növelésével. A 0 °C-os víz sűrűsége ugyanis nagyobb, mint a 0 °C-os jég sűrűsége. Mindez a folyékony víz szerkezetével és a jég kristályszerkezetével függ össze. Hasonló sűrűséganomáliával rendelkezik még az antimon, a bizmut, a gallium, a plutónium, a szilícium és a cirkónium-volframát.
| A jég olvadáspontja különböző nyomáson |                            |  |                    |                |
| p MPa                                  | hőmérséklet szerint Tm, °C |  | nyomás szerint MPa | hőmérséklet °C |
| 0,1                                    | +0,01                      |  | 20                 | -1,53          |
| 0,101325                               | 0,0                        |  | 40                 | -3,15          |
| 32,950                                 | –2,5                       |  | 60                 | -4,91          |
| 60,311                                 | –5,0                       |  | 80                 | -6,79          |
| 87,279                                 | –7,5                       |  | 100                | -8,8           |
| 113,267                                | –10,0                      |  | 120                | -10,95         |
| 138,274                                | –12,5                      |  | 140                | -13,22         |
| 159,358                                | –15,0                      |  | 160                | -15,62         |
| 179,952                                | –17,5                      |  | 180                | -18,11         |
| 200,251                                | –20,0                      |  | 200                | -20,69         |
| 215,746                                | –22,1                      |  | 209,9              | -21,985        |

A hexagonális jég Ih  és a cseppfolyós víz határgörbéje:
{\displaystyle p_{\mathrm {MPa} }=6{,}11657\cdot 10^{-4}-415{,}5\left[\left({\frac {T_{\mathrm {K} }}{273{,}16}}\right)^{8,38}-1\right]}.
209,9 MPa felett 350,1 MPa-ig a fagyáspont emelkedik -21,958 °C-ról -16,986 °C-ig; ekkor ugyanis a szilárd halmazállapot kristályformája jég IIII.
A szilárd testek megolvadásának az oka a hőmozgás, ami a rácspontokban lévő részecskéknek az egyensúlyi helyzetük körüli térbeli rezgőmozgásából áll. Az olvadáspontra növelve a hőmérsékletet a rezgőmozgás amplitúdója akkorára nő, hogy a részecskék elérik a szomszédos részecskéket, egymásba ütközve megzavarják a kristályrácsban lévő rendet, az összeomlik és az anyag megolvad. Az olvadásponton lévő folyadékban már csak ún. rövidtávú rendezettség figyelhető meg.

## Túlhűlés jelensége
Az olvadással ellentétes irányú folyamat a kristályosodás (fagyás, dermedés), amely tiszta anyagok esetén elvileg az olvadással azonos hőmérsékleten következik be. A szilárd testek melegítés közben az olvadásponton meg is olvadnak. A folyadékok viszont nem fagynak meg feltétlenül az egyensúlyi fagyásponton, hanem túlhűthetők. A különbség oka a két folyamat eltérő mechanizmusában keresendő. Ha a rezgőmozgás nagysága eléri azt az értéket, amelynél a szomszédos részecskék egymásba ütköznek, a kristályrács szétbomlik, az anyag megolvad. A kristályosodáshoz viszont az szükséges, hogy a folyadék egyes helyein olyan kristálygócok jöjjenek létre, amelyek stabilisak, és képesek növekedésre. Ehhez viszont arra van szükség, hogy kis mértékben túlhűljön a folyadék. Ha a kristálygócok megjelennek, a túlhűlés megszűnik, a kristályosodás akadály nélkül folytatódik tovább.

## Néhány anyag olvadáspontja
| Néhány anyag olvadáspontja normál légköri nyomáson |                    |
| Név                                                | Hőmérséklet Tm, °C |
| Alumínium                                          | 660                |
| Benzol                                             | 5,5                |
| Etanol (C2H5OH)                                    | -114               |
| Ezüst                                              | 960,8              |
| Higany                                             | -38,36             |
| Kén (rombuszos)                                    | 113                |
| Kén (monoklin)                                     | 119                |
| Nátrium-klorid                                     | 801                |
| Naftalin                                           | 80                 |
| Nádcukor                                           | 160                |
| Ón                                                 | 231                |
| Ólom                                               | 327,4              |
| Vas                                                | 1535               |
| Jég                                                | 0                  |
| Platina                                            | 1773,5             |